# Europees kampioenschap voetbal 1976 (kwalificatie)
Deze pagina beschrijft de kwalificatie voor het Europees kampioenschap voetbal 1976. Vier landen kwalificeerden zich voor het hoofdtoernooi. De wedstrijden werden gespeeld tussen 1 september 1974 en 22 mei 1976.

## Gekwalificeerde landen

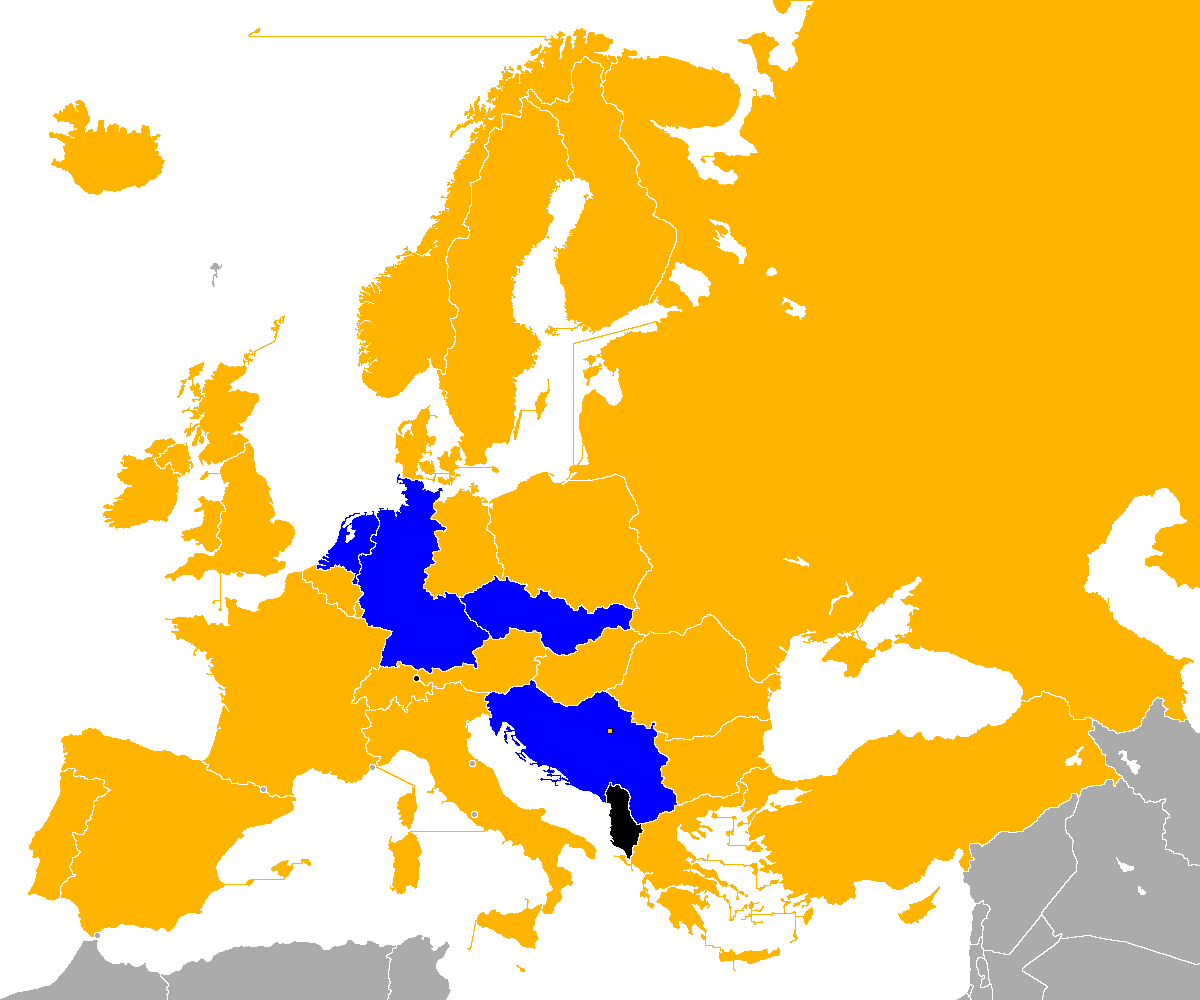
Gekwalificeerd
Niet gekwalificeerd
Niet deelgenomen
Geen UEFA-lid

| Land                   | Kwalificatie | Eerdere deelnames aan EK1 |
| ---------------------- | ------------ | ------------------------- |
| Tsjecho-Slowakije      | Kwartfinale  | 1 (1960)                  |
| Nederland              | Kwartfinale  | 0 (debuut)                |
| West-Duitsland         | Kwartfinale  | 1 (1972)                  |
| Joegoslavië (Gastland) | Kwartfinale  | 2 (1960, 1968)            |

## Groepen en wedstrijden
Legenda

### Groep 1
Na de uitschakeling door Polen in de WK-kwalificatie begon Engeland de EK-kwalificatie onder een nieuwe bondscoach Don Revie. De start was goed met een 3-0 overwinning op de belangrijkste tegenstrever Tsjechoslowakije, maar de tweede thuiswedstrijd tegen Portugal leverde een teleurstellend gelijkspel op: 0-0. De Tsjechen vernederden Portugal met 5-0 en nadat Engeland met 2-1 verloor in Bratislava hadden de Tsjechen een voorsprong van één punt. De beslissing moest komen in de wedstrijden tegen het ook nog kansrijke Portugal: zowel Tsjecho-Slowakije als Engeland speelden gelijk en  was er opnieuw een fikse teleurstelling voor de voormalige wereldkampioen Engeland: Tsjecho-Slowakije ging door en had weer een talentrijke generatie met de sierlijke middenvelder Panenka van Bohemians Praag als boegbeeld.
| Pos | Land              | Wed | Win | Gel | Ver | DV | DT | +/− | Pnt |
| --- | ----------------- | --- | --- | --- | --- | -- | -- | --- | --- |
| 1   | Tsjecho-Slowakije | 6   | 4   | 1   | 1   | 15 | 5  | +10 | 9   |
| 2   | Engeland          | 6   | 3   | 2   | 1   | 11 | 3  | +8  | 8   |
| 3   | Portugal          | 6   | 2   | 3   | 1   | 5  | 7  | –2  | 7   |
| 4   | Cyprus            | 6   | 0   | 0   | 6   | 0  | 16 | –16 | 0   |

|                                                    |                                                |       |                   |                                                                                      |
| 30 oktober 1974 «onderlinge duels» 19:45 uur (UTC) | Engeland                                       | 3 – 0 | Tsjecho-Slowakije | Wembley Stadium, Londen Toeschouwers: 83.858 Scheidsrechter: Michel Kitabdjian (FRA) |
| 30 oktober 1974 «onderlinge duels» 19:45 uur (UTC) | Mick Channon 72' Colin Bell 80' Colin Bell 83' |       |                   | Wembley Stadium, Londen Toeschouwers: 83.858 Scheidsrechter: Michel Kitabdjian (FRA) |

|                                                     |          |       |          |                                                                                  |
| 20 november 1974 «onderlinge duels» 19:45 uur (UTC) | Engeland | 0 – 0 | Portugal | Wembley Stadium, Londen Toeschouwers: 84.461 Scheidsrechter: Anton Bucheli (SUI) |
| 20 november 1974 «onderlinge duels» 19:45 uur (UTC) |          |       |          | Wembley Stadium, Londen Toeschouwers: 84.461 Scheidsrechter: Anton Bucheli (SUI) |

|                                                    | |       |        |                                                                                      |
| 16 april 1975 «onderlinge duels» 19:45 uur (UTC+1) | Engeland | 5 – 0 | Cyprus | Wembley Stadium, Londen Toeschouwers: 68.245 Scheidsrechter: Martti Hirviniemi (FIN) |
| 16 april 1975 «onderlinge duels» 19:45 uur (UTC+1) | Malcolm Macdonald 2' Malcolm Macdonald 35' Malcolm Macdonald 48' Malcolm Macdonald 53' Malcolm Macdonald 86' |       |        | Wembley Stadium, Londen Toeschouwers: 68.245 Scheidsrechter: Martti Hirviniemi (FIN) |

|                                                    |                                                                                     |       |        |                                                                                 |
| 20 april 1975 «onderlinge duels» 17:00 uur (UTC+1) | Tsjecho-Slowakije                                                                   | 4 – 0 | Cyprus | Letenský Stadion, Praag Toeschouwers: 4.994 Scheidsrechter: Heinz Einbeck (DDR) |
| 20 april 1975 «onderlinge duels» 17:00 uur (UTC+1) | Antonín Panenka 10' Antonín Panenka 35' Antonín Panenka 50' (pen.) Marián Masný 78' |       |        | Letenský Stadion, Praag Toeschouwers: 4.994 Scheidsrechter: Heinz Einbeck (DDR) |

|                                                    |                                                                                                   |       |          |                                                                                      |
| 30 april 1975 «onderlinge duels» 17:00 uur (UTC+1) | Tsjecho-Slowakije                                                                                 | 5 – 0 | Portugal | Letenský Stadion, Praag Toeschouwers: 12.034 Scheidsrechter: Ferdinand Biwersi (FRG) |
| 30 april 1975 «onderlinge duels» 17:00 uur (UTC+1) | Přemysl Bičovský 11' Přemysl Bičovský 22' Zdeněk Nehoda 25' Zdeněk Nehoda 46' Ladislav Petráš 52' |       |          | Letenský Stadion, Praag Toeschouwers: 12.034 Scheidsrechter: Ferdinand Biwersi (FRG) |

|                                                  |        |                 |          |                                                                                   |
| 11 mei 1975 «onderlinge duels» 17:45 uur (UTC+3) | Cyprus | 0 – 1           | Engeland | Tsirionstadion, Limasol Toeschouwers: 15.708 Scheidsrechter: Tsvetan Stanev (BUL) |
| 11 mei 1975 «onderlinge duels» 17:45 uur (UTC+3) |        | 6' Kevin Keegan |          | Tsirionstadion, Limasol Toeschouwers: 15.708 Scheidsrechter: Tsvetan Stanev (BUL) |

|                                                  |        |                            |          |                                                                                   |
| 8 juni 1975 «onderlinge duels» 16:45 uur (UTC+3) | Cyprus | 0 – 2                      | Portugal | Tsirionstadion, Limasol Toeschouwers: 8.615 Scheidsrechter: Gheorghe Limona (ROU) |
| 8 juni 1975 «onderlinge duels» 16:45 uur (UTC+3) |        | 25' Nené 89' Mário Moinhos |          | Tsirionstadion, Limasol Toeschouwers: 8.615 Scheidsrechter: Gheorghe Limona (ROU) |

|                                                      |                                   |       |                  |                                                                                        |
| 30 oktober 1975 «onderlinge duels» 14:00 uur (UTC+1) | Tsjecho-Slowakije                 | 2 – 1 | Engeland         | Tehelné pole, Bratislava Toeschouwers: 50.651 Scheidsrechter: Alberto Michelotti (ITA) |
| 30 oktober 1975 «onderlinge duels» 14:00 uur (UTC+1) | Zdeněk Nehoda 45' Dušan Galis 47' |       | 26' Mick Channon | Tehelné pole, Bratislava Toeschouwers: 50.651 Scheidsrechter: Alberto Michelotti (ITA) |

|                                                       |          |       |                   |                                                                                    |
| 12 november 1975 «onderlinge duels» 21:30 uur (UTC+1) | Portugal | 1 – 1 | Tsjecho-Slowakije | Estádio das Antas, Porto Toeschouwers: 21.978 Scheidsrechter: Charles Corver (NED) |
| 12 november 1975 «onderlinge duels» 21:30 uur (UTC+1) | Nené 8'  |       | 7' Anton Ondruš   | Estádio das Antas, Porto Toeschouwers: 21.978 Scheidsrechter: Charles Corver (NED) |

|                                                       |                   |       |                  |                                                                                           |
| 19 november 1975 «onderlinge duels» 21:00 uur (UTC+1) | Portugal          | 1 – 1 | Engeland         | Estádio José Alvalade, Lissabon Toeschouwers: 13.912 Scheidsrechter: Erich Linemayr (AUT) |
| 19 november 1975 «onderlinge duels» 21:00 uur (UTC+1) | Rui Rodrigues 15' |       | 42' Mick Channon | Estádio José Alvalade, Lissabon Toeschouwers: 13.912 Scheidsrechter: Erich Linemayr (AUT) |

|                                                       |        |                                                        |                   |                                                                                |
| 23 november 1975 «onderlinge duels» 14:30 uur (UTC+2) | Cyprus | 0 – 3                                                  | Tsjecho-Slowakije | Tsirionstadion, Limasol Toeschouwers: 8.636 Scheidsrechter: Sándor Petri (HUN) |
| 23 november 1975 «onderlinge duels» 14:30 uur (UTC+2) |        | 9' Zdeněk Nehoda 27' Přemysl Bičovský 33' Marián Masný |                   | Tsirionstadion, Limasol Toeschouwers: 8.636 Scheidsrechter: Sándor Petri (HUN) |

|                                                      |                |       |        |                                                                                    |
| 3 december 1975 «onderlinge duels» 21:00 uur (UTC+1) | Portugal       | 1 – 0 | Cyprus | Estádio do Bonfim, Setúbal Toeschouwers: 4.994 Scheidsrechter: Richard Casha (MLT) |
| 3 december 1975 «onderlinge duels» 21:00 uur (UTC+1) | João Alves 20' |       |        | Estádio do Bonfim, Setúbal Toeschouwers: 4.994 Scheidsrechter: Richard Casha (MLT) |

### Groep 2
Vooraf leek de strijd in deze groep te gaan tussen twee landen in de Europese subtop: Oostenrijk en Hongarije. Echter, Wales versloeg Hongarije twee maal en had nu genoeg aan een gelijkspel thuis tegen Oostenrijk om zich te kwalificeren. Onder aanvoering van de spits van FC Liverpool John Tashack won Wales ook van Oostenrijk en had eindelijk sinds het WK van 1958, toen men de kwartfinale haalde weer aan aansprekend succes.
| Pos | Land       | Wed | Win | Gel | Ver | DV | DT | +/− | Pnt |
| --- | ---------- | --- | --- | --- | --- | -- | -- | --- | --- |
| 1   | Wales      | 6   | 5   | 0   | 1   | 14 | 4  | +10 | 10  |
| 2   | Hongarije  | 6   | 3   | 1   | 2   | 15 | 8  | +7  | 7   |
| 3   | Oostenrijk | 6   | 3   | 1   | 2   | 11 | 7  | +4  | 7   |
| 4   | Luxemburg  | 6   | 0   | 0   | 6   | 7  | 28 | –21 | 0   |

|                                                       |                                   |       |                     |                                                                                |
| 4 september 1974 «onderlinge duels» 19:30 uur (UTC+1) | Oostenrijk                        | 2 – 1 | Wales               | Prater-Stadion, Wenen Toeschouwers: 30.795 Scheidsrechter: Doğan Babacan (TUR) |
| 4 september 1974 «onderlinge duels» 19:30 uur (UTC+1) | Wilhelm Kreuz 63' Hans Krankl 74' |       | 35' Arfon Griffiths | Prater-Stadion, Wenen Toeschouwers: 30.795 Scheidsrechter: Doğan Babacan (TUR) |

|                                                      |                                                |       |                                                                      |                                                                                       |
| 13 oktober 1974 «onderlinge duels» 15:30 uur (UTC+1) | Luxemburg                                      | 2 – 4 | Hongarije                                                            | Stade Municipal, Luxemburg Toeschouwers: 3.326 Scheidsrechter: Magnús Pétursson (ISL) |
| 13 oktober 1974 «onderlinge duels» 15:30 uur (UTC+1) | Gilbert Dussier 15' Gilbert Dussier 43' (pen.) |       | 18' József Horváth 29' László Nagy 55' László Nagy 71' László Bálint | Stade Municipal, Luxemburg Toeschouwers: 3.326 Scheidsrechter: Magnús Pétursson (ISL) |

|                                                    |                                      |       |           |                                                                                |
| 30 oktober 1974 «onderlinge duels» 19:30 uur (UTC) | Wales                                | 2 – 0 | Hongarije | Ninian Park, Cardiff Toeschouwers: 8.445 Scheidsrechter: António Garrido (POR) |
| 30 oktober 1974 «onderlinge duels» 19:30 uur (UTC) | Arfon Griffiths 57' John Toshack 88' |       |           | Ninian Park, Cardiff Toeschouwers: 8.445 Scheidsrechter: António Garrido (POR) |

|                                                       |                                                                                           |       |           |                                                                                       |
| 20 november 1974 «onderlinge duels» 19:30 uur (UTC+1) | Wales                                                                                     | 5 – 0 | Luxemburg | Vetch Field, Swansea Toeschouwers: 10.539 Scheidsrechter: Preben Christophersen (DEN) |
| 20 november 1974 «onderlinge duels» 19:30 uur (UTC+1) | John Toshack 34' Mike England 53' Philip Roberts 70' Arfon Griffiths 73' Terry Yorath 75' |       |           | Vetch Field, Swansea Toeschouwers: 10.539 Scheidsrechter: Preben Christophersen (DEN) |

|                                                    |                |       |                                       |                                                                                        |
| 16 maart 1975 «onderlinge duels» 15:30 uur (UTC+1) | Luxemburg      | 1 – 2 | Oostenrijk                            | Stade Municipal, Luxemburg Toeschouwers: 5.340 Scheidsrechter: Leo van der Kroft (NED) |
| 16 maart 1975 «onderlinge duels» 15:30 uur (UTC+1) | Nico Braun 12' |       | 58' Helmut Köglberger 75' Hans Krankl | Stade Municipal, Luxemburg Toeschouwers: 5.340 Scheidsrechter: Leo van der Kroft (NED) |

|                                                   |            |       |           |                                                                             |
| 2 april 1975 «onderlinge duels» 19:30 uur (UTC+1) | Oostenrijk | 0 – 0 | Hongarije | Praterstadion, Wenen Toeschouwers: 65.674 Scheidsrechter: Jack Taylor (ENG) |
| 2 april 1975 «onderlinge duels» 19:30 uur (UTC+1) |            |       |           | Praterstadion, Wenen Toeschouwers: 65.674 Scheidsrechter: Jack Taylor (ENG) |

|                                                    |                        |       |                                   |                                                                                       |
| 16 april 1975 «onderlinge duels» 17:30 uur (UTC+1) | Hongarije              | 1 – 2 | Wales                             | Népstadion, Boedapest Toeschouwers: 21.080 Scheidsrechter: Pablo Sánchez Ibáñez (ESP) |
| 16 april 1975 «onderlinge duels» 17:30 uur (UTC+1) | László Branikovits 77' |       | 44' John Toshack 69' John Mahoney | Népstadion, Boedapest Toeschouwers: 21.080 Scheidsrechter: Pablo Sánchez Ibáñez (ESP) |

|                                                 |                         |       |                                                                |                                                                                  |
| 1 mei 1975 «onderlinge duels» 16:00 uur (UTC+1) | Luxemburg               | 1 – 3 | Wales                                                          | Stade Municipal, Luxemburg Toeschouwers: 3.289 Scheidsrechter: Jan Peeters (BEL) |
| 1 mei 1975 «onderlinge duels» 16:00 uur (UTC+1) | Paul Philipp 39' (pen.) |       | 24' Gilbert Reece 32' Leighton James 83' (pen.) Leighton James | Stade Municipal, Luxemburg Toeschouwers: 3.289 Scheidsrechter: Jan Peeters (BEL) |

|                                                        |                                     |       |                        |                                                                                |
| 24 september 1975 «onderlinge duels» 17:15 uur (UTC+1) | Hongarije                           | 2 – 1 | Oostenrijk             | Népstadion, Boedapest Toeschouwers: 31.270 Scheidsrechter: René Vigliani (FRA) |
| 24 september 1975 «onderlinge duels» 17:15 uur (UTC+1) | Tibor Nyilasi 3' László Pusztai 35' |       | 16' (pen.) Hans Krankl | Népstadion, Boedapest Toeschouwers: 31.270 Scheidsrechter: René Vigliani (FRA) |

|                                                      |                                                                                                 |       |                                |                                                                                |
| 15 oktober 1975 «onderlinge duels» 19:00 uur (UTC+1) | Oostenrijk                                                                                      | 6 – 2 | Luxemburg                      | Praterstadion, Wenen Toeschouwers: 14.499 Scheidsrechter: Miroslav Kopal (TCH) |
| 15 oktober 1975 «onderlinge duels» 19:00 uur (UTC+1) | Kurt Welzl 1' Hans Krankl 38' Kurt Jara 41' Kurt Welzl 46' Hans Krankl 76' Herbert Prohaska 80' |       | 4' Nico Braun 32' Paul Philipp | Praterstadion, Wenen Toeschouwers: 14.499 Scheidsrechter: Miroslav Kopal (TCH) |

|                                                      | |       |                     |                                                                                         |
| 19 oktober 1975 «onderlinge duels» 13:30 uur (UTC+1) | Hongarije | 8 – 1 | Luxemburg           | Rohonci úti Stadion, Szombathely Toeschouwers: 7.503 Scheidsrechter: Nikola Dudin (BUL) |
| 19 oktober 1975 «onderlinge duels» 13:30 uur (UTC+1) | Sándor Pintér 13' Tibor Nyilasi 21' Tibor Nyilasi 32' Tibor Nyilasi 44' Tibor Nyilasi 57' Tibor Nyilasi 67' Tibor Wollek 78' Béla Váradi 84' |       | 83' Gilbert Dussier | Rohonci úti Stadion, Szombathely Toeschouwers: 7.503 Scheidsrechter: Nikola Dudin (BUL) |

|                                                     |                     |       |            |                                                                                   |
| 19 november 1975 «onderlinge duels» 19:30 uur (UTC) | Wales               | 1 – 0 | Oostenrijk | The Racecourse, Wrexham Toeschouwers: 27.578 Scheidsrechter: Sergio Gonella (ITA) |
| 19 november 1975 «onderlinge duels» 19:30 uur (UTC) | Arfon Griffiths 69' |       |            | The Racecourse, Wrexham Toeschouwers: 27.578 Scheidsrechter: Sergio Gonella (ITA) |

### Groep 3
Joegoslavië had een teleurstellend WK-toernooi achter de rug, waar men in de tweede ronde alle wedstrijden verloor waaronder tegen Zweden, de voornaamste concurrent in deze groep. Men had een valse start tegen Noord Ierland, maar de wedstrijden tegen Zweden werden allebei gewonnen. Omdat Noord-Ierland wedstrijden verloor van Noorwegen en Zweden zou een 1-0 nederlaag in Belgrado genoeg zijn voor plaatsing naar de volgende ronde. Oblak scoorde het winnende doelpunt en plaatsing was geen enkel probleem.
| Pos | Land          | Wed | Win | Gel | Ver | DV | DT | +/− | Pnt |
| --- | ------------- | --- | --- | --- | --- | -- | -- | --- | --- |
| 1   | Joegoslavië   | 6   | 5   | 0   | 1   | 12 | 4  | +8  | 10  |
| 2   | Noord-Ierland | 6   | 3   | 0   | 3   | 8  | 5  | +3  | 6   |
| 3   | Zweden        | 6   | 3   | 0   | 3   | 8  | 9  | –1  | 6   |
| 4   | Noorwegen     | 6   | 1   | 0   | 5   | 5  | 15 | –10 | 2   |

|                                                       |                           |       |                 |                                                                               |
| 4 september 1974 «onderlinge duels» 19:00 uur (UTC+1) | Noorwegen                 | 2 – 1 | Noord-Ierland   | Ullevaalstadion, Oslo Toeschouwers: 6.585 Scheidsrechter: Fred Delcourt (BEL) |
| 4 september 1974 «onderlinge duels» 19:00 uur (UTC+1) | Tom Lund 50' Tom Lund 72' |       | 3' Tommy Finney | Ullevaalstadion, Oslo Toeschouwers: 6.585 Scheidsrechter: Fred Delcourt (BEL) |

|                                                      |                                                               |       |              |                                                                                     |
| 30 oktober 1974 «onderlinge duels» 17:30 uur (UTC+1) | Joegoslavië                                                   | 3 – 1 | Noorwegen    | JNA Stadion, Belgrado Toeschouwers: 9.910 Scheidsrechter: Antoine Queudeville (LUX) |
| 30 oktober 1974 «onderlinge duels» 17:30 uur (UTC+1) | Momčilo Vukotić 43' Josip Katalinski 58' Josip Katalinski 72' |       | 36' Tom Lund | JNA Stadion, Belgrado Toeschouwers: 9.910 Scheidsrechter: Antoine Queudeville (LUX) |

|                                                      |        |                                     |               |                                                                               |
| 30 oktober 1974 «onderlinge duels» 19:00 uur (UTC+1) | Zweden | 0 – 2                               | Noord-Ierland | Råsundastadion, Solna Toeschouwers: 18.131 Scheidsrechter: Theo Boosten (NED) |
| 30 oktober 1974 «onderlinge duels» 19:00 uur (UTC+1) |        | 7' Chris Nicholl 23' Martin O'Neill |               | Råsundastadion, Solna Toeschouwers: 18.131 Scheidsrechter: Theo Boosten (NED) |

|                                                    |                    |       |             |                                                                               |
| 16 april 1975 «onderlinge duels» 17:00 uur (UTC+1) | Noord-Ierland      | 1 – 0 | Joegoslavië | Windsor Park, Belfast Toeschouwers: 25.847 Scheidsrechter: Robert Wurtz (FRA) |
| 16 april 1975 «onderlinge duels» 17:00 uur (UTC+1) | Bryan Hamilton 23' |       |             | Windsor Park, Belfast Toeschouwers: 25.847 Scheidsrechter: Robert Wurtz (FRA) |

|                                                  |                  |       |                                        |                                                                               |
| 4 juni 1975 «onderlinge duels» 19:00 uur (UTC+1) | Zweden           | 1 – 2 | Joegoslavië                            | Råsundastadion, Solna Toeschouwers: 27.250 Scheidsrechter: Vital Loraux (BEL) |
| 4 juni 1975 «onderlinge duels» 19:00 uur (UTC+1) | Ralf Edström 16' |       | 41' Josip Katalinski 78' Zvonko Ivezić | Råsundastadion, Solna Toeschouwers: 27.250 Scheidsrechter: Vital Loraux (BEL) |

|                                                  |                    |       |                                                          |                                                                                        |
| 9 juni 1975 «onderlinge duels» 19:00 uur (UTC+1) | Noorwegen          | 1 – 3 | Joegoslavië                                              | Ullevaalstadion, Oslo Toeschouwers: 21.708 Scheidsrechter: Edgar Helmut Pedersen (DEN) |
| 9 juni 1975 «onderlinge duels» 19:00 uur (UTC+1) | Stein Thunberg 65' |       | 12' Ivan Buljan 13' Vladislav Bogićević 25' Ivica Šurjak | Ullevaalstadion, Oslo Toeschouwers: 21.708 Scheidsrechter: Edgar Helmut Pedersen (DEN) |

|                                                   |                                                            |       |                     |                                                                               |
| 30 juni 1975 «onderlinge duels» 18:00 uur (UTC+1) | Zweden                                                     | 3 – 1 | Noorwegen           | Råsundastadion, Solna Toeschouwers: 9.580 Scheidsrechter: Rudi Glöckner (DDR) |
| 30 juni 1975 «onderlinge duels» 18:00 uur (UTC+1) | Thomas Nordahl 33' Thomas Nordahl 56' Ove Grahn 65' (pen.) |       | 54' Erik Just-Olsen | Råsundastadion, Solna Toeschouwers: 9.580 Scheidsrechter: Rudi Glöckner (DDR) |

|                                                       |           |                                        |        |                                                                                  |
| 13 augustus 1975 «onderlinge duels» 19:00 uur (UTC+1) | Noorwegen | 0 – 2                                  | Zweden | Ullevaalstadion, Oslo Toeschouwers: 18.011 Scheidsrechter: Anders Mattsson (FIN) |
| 13 augustus 1975 «onderlinge duels» 19:00 uur (UTC+1) |           | 29' Roland Sandberg 53' Thomas Sjöberg |        | Ullevaalstadion, Oslo Toeschouwers: 18.011 Scheidsrechter: Anders Mattsson (FIN) |

|                                                       |                  |       |                                          |                                                                                       |
| 3 september 1975 «onderlinge duels» 17:30 uur (UTC+1) | Noord-Ierland    | 1 – 2 | Zweden                                   | Windsor Park, Belfast Toeschouwers: 14.622 Scheidsrechter: Hans-Joachim Weyland (FRG) |
| 3 september 1975 «onderlinge duels» 17:30 uur (UTC+1) | Allan Hunter 32' |       | 45' Thomas Sjöberg 54' Conny Torstensson | Windsor Park, Belfast Toeschouwers: 14.622 Scheidsrechter: Hans-Joachim Weyland (FRG) |

|                                                      |                                                      |       |        |                                                                                        |
| 15 oktober 1975 «onderlinge duels» 18:00 uur (UTC+1) | Joegoslavië                                          | 3 – 0 | Zweden | Maksimirstadion, Zagreb Toeschouwers: 29.836 Scheidsrechter: Walter Hungerbühler (SUI) |
| 15 oktober 1975 «onderlinge duels» 18:00 uur (UTC+1) | Brane Oblak 18' Franjo Vladić 50' Dragutin Vabec 53' |       |        | Maksimirstadion, Zagreb Toeschouwers: 29.836 Scheidsrechter: Walter Hungerbühler (SUI) |

|                                                    |                                                     |       |           |                                                                                    |
| 29 oktober 1975 «onderlinge duels» 14:30 uur (UTC) | Noord-Ierland                                       | 3 – 0 | Noorwegen | Windsor Park, Belfast Toeschouwers: 8.923 Scheidsrechter: Guðjón Finnbogason (ISL) |
| 29 oktober 1975 «onderlinge duels» 14:30 uur (UTC) | Sammy Morgan 2' Sammy McIlroy 5' Bryan Hamilton 57' |       |           | Windsor Park, Belfast Toeschouwers: 8.923 Scheidsrechter: Guðjón Finnbogason (ISL) |

|                                                       |                 |       |               |                                                                                          |
| 19 november 1975 «onderlinge duels» 18:00 uur (UTC+1) | Joegoslavië     | 1 – 0 | Noord-Ierland | JNA Stadion, Belgrado Toeschouwers: 21.545 Scheidsrechter: Antonio Camacho Jiménez (ESP) |
| 19 november 1975 «onderlinge duels» 18:00 uur (UTC+1) | Brane Oblak 21' |       |               | JNA Stadion, Belgrado Toeschouwers: 21.545 Scheidsrechter: Antonio Camacho Jiménez (ESP) |

### Groep 4
Vooraf leek Schotland de voornaamste kandidaat voor kwalificatie voor de kwartfinales, maar na een thuisnederlaag tegen Spanje liep het al snel tegen de feiten aan. In de laatste wedstrijd had Spanje genoeg aan een gelijkspel in en tegen het nog ongeslagen Roemenië, het kwam met 2-0 voor, verspeelde de voorsprong, maar kwalificatie kwam niet meer in gevaar.
| Pos | Land       | Wed | Win | Gel | Ver | DV | DT | +/− | Pnt |
| --- | ---------- | --- | --- | --- | --- | -- | -- | --- | --- |
| 1   | Spanje     | 6   | 3   | 3   | 0   | 10 | 6  | +4  | 9   |
| 2   | Roemenië   | 6   | 1   | 5   | 0   | 11 | 6  | +5  | 7   |
| 3   | Schotland  | 6   | 2   | 3   | 1   | 8  | 6  | +2  | 7   |
| 4   | Denemarken | 6   | 0   | 1   | 5   | 3  | 14 | –11 | 1   |

|                                                        |                            |       |                                                |                                                                                             |
| 25 september 1974 «onderlinge duels» 19:00 uur (UTC+1) | Denemarken                 | 1 – 2 | Spanje                                         | Københavns Idrætspark, Kopenhagen Toeschouwers: 27.300 Scheidsrechter: John Carpenter (IRL) |
| 25 september 1974 «onderlinge duels» 19:00 uur (UTC+1) | Kristen Nygaard 48' (pen.) |       | 28' (pen.) José Claramunt 41' Roberto Martínez | Københavns Idrætspark, Kopenhagen Toeschouwers: 27.300 Scheidsrechter: John Carpenter (IRL) |

|                                                      |            |       |          |                                                                                                |
| 13 oktober 1974 «onderlinge duels» 13:30 uur (UTC+1) | Denemarken | 0 – 0 | Roemenië | Københavns Idrætspark, Kopenhagen Toeschouwers: 15.700 Scheidsrechter: Ferdinand Biwersi (FRG) |
| 13 oktober 1974 «onderlinge duels» 13:30 uur (UTC+1) |            |       |          | Københavns Idrætspark, Kopenhagen Toeschouwers: 15.700 Scheidsrechter: Ferdinand Biwersi (FRG) |

|                                                     |                   |       |                     |                                                                                 |
| 20 november 1974 «onderlinge duels» 20:00 uur (UTC) | Schotland         | 1 – 2 | Spanje              | Hampden Park, Glasgow Toeschouwers: 94.331 Scheidsrechter: Erich Linemayr (AUT) |
| 20 november 1974 «onderlinge duels» 20:00 uur (UTC) | Billy Bremner 11' |       | 36' Quini 61' Quini | Hampden Park, Glasgow Toeschouwers: 94.331 Scheidsrechter: Erich Linemayr (AUT) |

|                                                      |            |       |               |                                                                                          |
| 5 februari 1975 «onderlinge duels» 20:30 uur (UTC+1) | Spanje     | 1 – 1 | Schotland     | Estadio Luís Casanova, Valencia Toeschouwers: 40.952 Scheidsrechter: Fred Delcourt (BEL) |
| 5 februari 1975 «onderlinge duels» 20:30 uur (UTC+1) | Megido 67' |       | 2' Joe Jordan | Estadio Luís Casanova, Valencia Toeschouwers: 40.952 Scheidsrechter: Fred Delcourt (BEL) |

|                                                    |              |       |                   |                                                                                             |
| 17 april 1975 «onderlinge duels» 20:30 uur (UTC+2) | Spanje       | 1 – 1 | Roemenië          | Estadio Santiago Bernabéu, Madrid Toeschouwers: 54.660 Scheidsrechter: Charles Corver (NED) |
| 17 april 1975 «onderlinge duels» 20:30 uur (UTC+2) | Velázquez 6' |       | 70' Zoltan Crişan | Estadio Santiago Bernabéu, Madrid Toeschouwers: 54.660 Scheidsrechter: Charles Corver (NED) |

|                                                  | |       |                |                                                                                          |
| 11 mei 1975 «onderlinge duels» 17:00 uur (UTC+2) | Roemenië | 6 – 1 | Denemarken     | Stadionul 23 August, Boekarest Toeschouwers: 37.773 Scheidsrechter: Nikos Zlatanos (GRE) |
| 11 mei 1975 «onderlinge duels» 17:00 uur (UTC+2) | Dudu Georgescu 28' Zoltan Crişan 40' Zoltan Crişan 59' Dudu Georgescu 76' Mircea Lucescu 83' Cornel Dinu 85' |       | 85' Peter Dahl | Stadionul 23 August, Boekarest Toeschouwers: 37.773 Scheidsrechter: Nikos Zlatanos (GRE) |

|                                                  |                    |       |                    |                                                                                          |
| 1 juni 1975 «onderlinge duels» 17:30 uur (UTC+2) | Roemenië           | 1 – 1 | Schotland          | Stadionul 23 August, Boekarest Toeschouwers: 52.203 Scheidsrechter: Ertuğrul Dilek (TUR) |
| 1 juni 1975 «onderlinge duels» 17:30 uur (UTC+2) | Dudu Georgescu 21' |       | 89' Gordon McQueen | Stadionul 23 August, Boekarest Toeschouwers: 52.203 Scheidsrechter: Ertuğrul Dilek (TUR) |

|                                                       |            |                |           |                                                                                            |
| 3 september 1975 «onderlinge duels» 19:00 uur (UTC+1) | Denemarken | 0 – 1          | Schotland | Københavns Idrætspark, Kopenhagen Toeschouwers: 40.300 Scheidsrechter: Robert Schaut (BEL) |
| 3 september 1975 «onderlinge duels» 19:00 uur (UTC+1) |            | 51' Joe Harper |           | Københavns Idrætspark, Kopenhagen Toeschouwers: 40.300 Scheidsrechter: Robert Schaut (BEL) |

|                                                      |                               |       |            |                                                                         |
| 12 oktober 1975 «onderlinge duels» 20:30 uur (UTC+1) | Spanje                        | 2 – 0 | Denemarken | Sarrià, Barcelona Toeschouwers: 6.869 Scheidsrechter: Paul Bonett (MLT) |
| 12 oktober 1975 «onderlinge duels» 20:30 uur (UTC+1) | Pirri 41' José Luis Capón 82' |       |            | Sarrià, Barcelona Toeschouwers: 6.869 Scheidsrechter: Paul Bonett (MLT) |

|                                                    |                                                       |       |                  |                                                                             |
| 29 oktober 1975 «onderlinge duels» 20:00 uur (UTC) | Schotland                                             | 3 – 1 | Denemarken       | Hampden Park, Glasgow Toeschouwers: 48.021 Scheidsrechter: Rolf Nyhus (NOR) |
| 29 oktober 1975 «onderlinge duels» 20:00 uur (UTC) | Kenny Dalglish 48' Bruce Rioch 54' Ted MacDougall 61' |       | 20' Lars Bastrup | Hampden Park, Glasgow Toeschouwers: 48.021 Scheidsrechter: Rolf Nyhus (NOR) |

|                                                       |                                                 |       |                           |                                                                                                |
| 16 november 1975 «onderlinge duels» 14:00 uur (UTC+2) | Roemenië                                        | 2 – 2 | Spanje                    | Stadionul 23 August, Boekarest Toeschouwers: 45.381 Scheidsrechter: Hans-Joachim Weyland (FRG) |
| 16 november 1975 «onderlinge duels» 14:00 uur (UTC+2) | Dudu Georgescu 72' (pen.) Anghel Iordănescu 80' |       | 29' Villar 56' Santillana | Stadionul 23 August, Boekarest Toeschouwers: 45.381 Scheidsrechter: Hans-Joachim Weyland (FRG) |

|                                                     |                 |       |                   |                                                                               |
| 17 december 1975 «onderlinge duels» 20:00 uur (UTC) | Schotland       | 1 – 1 | Roemenië          | Hampden Park, Glasgow Toeschouwers: 11.375 Scheidsrechter: Adolf Prokop (DDR) |
| 17 december 1975 «onderlinge duels» 20:00 uur (UTC) | Bruce Rioch 39' |       | 74' Zoltan Crişan | Hampden Park, Glasgow Toeschouwers: 11.375 Scheidsrechter: Adolf Prokop (DDR) |

### Groep 5
Een ware poule des doods met naast Italië de nummer twee en drie van het laatste WK Nederland en Polen. Italië moest na het zeer teleurstellend verlopen WK afscheid nemen van een hele generatie creatieve spelers, waar men in 1968 Europees kampioen mee werd. Men scoorde in zes wedstrijden slechts drie treffers, vooral de 0-0 thuis tegen Finland was bedenkelijk. Men incasseerde ook alleen maar drie treffers, alle drie in Amsterdam tegen Nederland. Nederland won met 3-1 dankzij goals van Rob Rensenbrink en twee van Johan Cruijff. 
De volgende testcase voor Nederland was tegen Polen, de twee sterspelers van Barcelona Cruijff en Neeskens arriveerden te laat voor de training in Polen, maar bondscoach George Knobel legde de training neer en verwelkomde de spelers innig, hetgeen kwaad bloed zette bij de andere spelers, vooral bij de spelers van PSV. De wedstrijd was een ramp, het team was geen eenheid en ging met 4-1 ten onder. Voor de return in Amsterdam donderde en bliksemde het in het Nederlandse kamp. Het gevolg was dat een dag voor de wedstrijd de PSV-spelers Willy van der Kuylen en doelman Jan van Beveren het trainingskamp verlieten na ruzie met Johan Cruijff. Zij zouden alleen nog maar spelen in het Nederlands elftal als Cruijff niet aanwezig was. Het conflict wakkerde wel extra krachten aan bij Nederland, want nu werd Polen overlopen: 3-0 door goals van Johan Neeskens, Ruud Geels en Frans Thijssen. 
Doordat een paar dagen later Polen met 0-0 gelijkspeelde tegen Italië, had Nederland genoeg aan een 2-0 nederlaag tegen Italië om zich te kwalificeren. In een bijzonder negatieve wedstrijd, waar twee teams weigerden te voetballen bleef het bij 1-0 door een goal van Fabio Capello. Nederland had verschillende gezichten laten zien tijdens deze kwalificatie-reeks, maar plaatste zich toch voor de kwartfinales.
| Pos | Land      | Wed | Win | Gel | Ver | DV | DT | +/− | Pnt |
| --- | --------- | --- | --- | --- | --- | -- | -- | --- | --- |
| 1   | Nederland | 6   | 4   | 0   | 2   | 14 | 8  | +6  | 8   |
| 2   | Polen     | 6   | 3   | 2   | 1   | 9  | 5  | +4  | 8   |
| 3   | Italië    | 6   | 2   | 3   | 1   | 3  | 3  | 0   | 7   |
| 4   | Finland   | 6   | 0   | 1   | 5   | 3  | 13 | –10 | 1   |

|                                                   |               |       |                                        |                                                                                       |
| 1 september 1974 «onderlinge duels» 15:00 (UTC+2) | Finland       | 1 – 2 | Polen                                  | Olympisch Stadion, Helsinki Toeschouwers: 18.759 Scheidsrechter: John Patterson (SCO) |
| 1 september 1974 «onderlinge duels» 15:00 (UTC+2) | Timo Rahja 3' |       | 23' Andrzej Szarmach 51' Grzegorz Lato | Olympisch Stadion, Helsinki Toeschouwers: 18.759 Scheidsrechter: John Patterson (SCO) |

|                                                    |                |       |                                                               |                                                                                        |
| 25 september 1974 «onderlinge duels» 18:30 (UTC+2) | Finland        | 1 – 3 | Nederland                                                     | Olympisch Stadion, Helsinki Toeschouwers: 20.449 Scheidsrechter: Wolfgang Riedel (GDR) |
| 25 september 1974 «onderlinge duels» 18:30 (UTC+2) | Timo Rahja 16' |       | 28' Johan Cruijff 40' Johan Cruijff 51' (pen.) Johan Neeskens | Olympisch Stadion, Helsinki Toeschouwers: 20.449 Scheidsrechter: Wolfgang Riedel (GDR) |

|                                                 |                                                            |       |         |                                                                                        |
| 9 oktober 1974 «onderlinge duels» 14:30 (UTC+1) | Polen                                                      | 3 – 0 | Finland | Edmund Szycstadion, Poznań Toeschouwers: 38.724 Scheidsrechter: Dušan Maksimović (YUG) |
| 9 oktober 1974 «onderlinge duels» 14:30 (UTC+1) | Henryk Kasperczak 12' Robert Gadocha 14' Grzegorz Lato 53' |       |         | Edmund Szycstadion, Poznań Toeschouwers: 38.724 Scheidsrechter: Dušan Maksimović (YUG) |

|                                                       |                                                         |       |                       |                                                                             |
| 20 november 1974 «onderlinge duels» 20:30 uur (UTC+1) | Nederland                                               | 3 – 1 | Italië                | De Kuip, Rotterdam Toeschouwers: 58.463 Scheidsrechter: Pavel Kazakov (URS) |
| 20 november 1974 «onderlinge duels» 20:30 uur (UTC+1) | Rob Rensenbrink 24' Johan Cruijff 64' Johan Cruijff 80' |       | 5' Roberto Boninsegna | De Kuip, Rotterdam Toeschouwers: 58.463 Scheidsrechter: Pavel Kazakov (URS) |

|                                                    |        |       |       |                                                                                  |
| 19 april 1975 «onderlinge duels» 15:30 uur (UTC+1) | Italië | 0 – 0 | Polen | Olympisch Stadion, Rome Toeschouwers: 71.048 Scheidsrechter: Robert Héliès (FRA) |
| 19 april 1975 «onderlinge duels» 15:30 uur (UTC+1) |        |       |       | Olympisch Stadion, Rome Toeschouwers: 71.048 Scheidsrechter: Robert Héliès (FRA) |

|                                              |         |                       |        |                                                                                        |
| 5 juni 1975 «onderlinge duels» 19:00 (UTC+2) | Finland | 0 – 1                 | Italië | Olympisch Stadion, Helsinki Toeschouwers: 17.632 Scheidsrechter: Kurt Eschweiler (GDR) |
| 5 juni 1975 «onderlinge duels» 19:00 (UTC+2) |         | 26' Giorgio Chinaglia |        | Olympisch Stadion, Helsinki Toeschouwers: 17.632 Scheidsrechter: Kurt Eschweiler (GDR) |

|                                                   |                                                                                               |       |                      |                                                                                 |
| 3 september 1975 «onderlinge duels» 20:00 (UTC+1) | Nederland                                                                                     | 4 – 1 | Finland              | Goffertstadion, Nijmegen Toeschouwers: 19.189 Scheidsrechter: Eric Smyton (NIR) |
| 3 september 1975 «onderlinge duels» 20:00 (UTC+1) | Willy van der Kuijlen 29' Willy van der Kuijlen 35' Harry Lubse 48' Willy van der Kuijlen 55' |       | 9' Matti Paatelainen | Goffertstadion, Nijmegen Toeschouwers: 19.189 Scheidsrechter: Eric Smyton (NIR) |

|                                                        |                                                                                |       |                         |                                                                                 |
| 10 september 1975 «onderlinge duels» 17:30 uur (UTC+1) | Polen                                                                          | 4 – 1 | Nederland               | Śląskistadion, Chorzów Toeschouwers: 70.409 Scheidsrechter: Pat Partridge (ENG) |
| 10 september 1975 «onderlinge duels» 17:30 uur (UTC+1) | Grzegorz Lato 16' Robert Gadocha 44' Andrzej Szarmach 64' Andrzej Szarmach 74' |       | 81' René van de Kerkhof | Śląskistadion, Chorzów Toeschouwers: 70.409 Scheidsrechter: Pat Partridge (ENG) |

|                                                    |        |       |         |                                                                                    |
| 27 september 1975 «onderlinge duels» 16:30 (UTC+2) | Italië | 0 – 0 | Finland | Stadio Olimpico, Rome Toeschouwers: 29.203 Scheidsrechter: Kostas Xanthoulis (CYP) |
| 27 september 1975 «onderlinge duels» 16:30 (UTC+2) |        |       |         | Stadio Olimpico, Rome Toeschouwers: 29.203 Scheidsrechter: Kostas Xanthoulis (CYP) |

|                                                      |                                                      |       |       |                                                                                        |
| 15 oktober 1975 «onderlinge duels» 20:15 uur (UTC+1) | Nederland                                            | 3 – 0 | Polen | Olympisch Stadion, Amsterdam Toeschouwers: 56.030 Scheidsrechter: Károly Palotai (HUN) |
| 15 oktober 1975 «onderlinge duels» 20:15 uur (UTC+1) | Johan Neeskens 14' Ruud Geels 48' Frans Thijssen 59' |       |       | Olympisch Stadion, Amsterdam Toeschouwers: 56.030 Scheidsrechter: Károly Palotai (HUN) |

|                                                      |       |       |        |                                                                                            |
| 26 oktober 1975 «onderlinge duels» 14:00 uur (UTC+1) | Polen | 0 – 0 | Italië | Stadion Dziesięciolecia, Warschau Toeschouwers: 59.773 Scheidsrechter: Paul Schiller (AUT) |
| 26 oktober 1975 «onderlinge duels» 14:00 uur (UTC+1) |       |       |        | Stadion Dziesięciolecia, Warschau Toeschouwers: 59.773 Scheidsrechter: Paul Schiller (AUT) |

|                                                       |                   |       |           |                                                                                  |
| 22 november 1975 «onderlinge duels» 14:30 uur (UTC+1) | Italië            | 1 – 0 | Nederland | Olympisch Stadion, Rome Toeschouwers: 33.307 Scheidsrechter: Robert Schaut (BEL) |
| 22 november 1975 «onderlinge duels» 14:30 uur (UTC+1) | Fabio Capello 20' |       |           | Olympisch Stadion, Rome Toeschouwers: 33.307 Scheidsrechter: Robert Schaut (BEL) |

### Groep 6
De favoriet van deze groep de Sovjet-Unie begon de kwalificatiereeks met een nederlaag  (3-0 tegen Ierland, drie goals van Givens) en eindigde met een nederlaag (1-0 tegen Turkije). Alle andere wedstrijden gingen gewonnen en aangezien de drie andere landen (naast Ierland en Turkije ook Zwitserland) onderling veel punten verspeelden kwam de kwalificatie van de Russen geen moment in gevaar. Men hoopte de nare smaak van diskwalificatie voor het WK in 1974 weg te spoelen,  toen de ploeg weigerde te spelen in het stadion van Chili, waar mensen werden gemarteld. De ploeg had in ieder geval de Europese voetballer van het jaar in zijn gelederen: Oleh Blochin van Dinamo Kiev.
| Pos | Land        | Wed | Win | Gel | Ver | DV | DT | +/− | Pnt |
| --- | ----------- | --- | --- | --- | --- | -- | -- | --- | --- |
| 1   | Sovjet-Unie | 6   | 4   | 0   | 2   | 10 | 6  | +4  | 8   |
| 2   | Ierland     | 6   | 3   | 1   | 2   | 11 | 5  | +6  | 7   |
| 3   | Turkije     | 6   | 2   | 2   | 2   | 5  | 10 | –5  | 6   |
| 4   | Zwitserland | 6   | 1   | 1   | 4   | 5  | 10 | –5  | 3   |

|                                                    |                                              |       |             |                                                                                |
| 30 oktober 1974 «onderlinge duels» 15:00 uur (UTC) | Ierland                                      | 3 – 0 | Sovjet-Unie | Dalymount Park, Dublin Toeschouwers: 31.750 Scheidsrechter: Erik Axelryd (SWE) |
| 30 oktober 1974 «onderlinge duels» 15:00 uur (UTC) | Don Givens 22' Don Givens 30' Don Givens 70' |       |             | Dalymount Park, Dublin Toeschouwers: 31.750 Scheidsrechter: Erik Axelryd (SWE) |

|                                                       |                        |       |                |                                                                                        |
| 20 november 1974 «onderlinge duels» 20:00 uur (UTC+2) | Turkije                | 1 – 1 | Ierland        | İzmir Atatürkstadion, İzmir Toeschouwers: 69.999 Scheidsrechter: Marian Środecki (POL) |
| 20 november 1974 «onderlinge duels» 20:00 uur (UTC+2) | Mick Martin 54' (e.d.) |       | 61' Don Givens | İzmir Atatürkstadion, İzmir Toeschouwers: 69.999 Scheidsrechter: Marian Środecki (POL) |

|                                                      |                                 |       |                      |                                                                                           |
| 1 december 1974 «onderlinge duels» 14:30 uur (UTC+2) | Turkije                         | 2 – 1 | Zwitserland          | İzmir Atatürkstadion, İzmir Toeschouwers: 46.564 Scheidsrechter: Milivoje Gugulović (YUG) |
| 1 december 1974 «onderlinge duels» 14:30 uur (UTC+2) | İsmail Arca 28' Mehmet Oğuz 85' |       | 18' Hanspeter Schild | İzmir Atatürkstadion, İzmir Toeschouwers: 46.564 Scheidsrechter: Milivoje Gugulović (YUG) |

|                                                   |                                                                      |       |         |                                                                                  |
| 2 april 1975 «onderlinge duels» 19:00 uur (UTC+3) | Sovjet-Unie                                                          | 3 – 0 | Turkije | Centraal Stadion, Kiev Toeschouwers: 74.223 Scheidsrechter: Bobby Davidson (SCO) |
| 2 april 1975 «onderlinge duels» 19:00 uur (UTC+3) | Viktor Kolotov 25' (pen.) Viktor Kolotov 56' (pen.) Oleh Blochin 75' |       |         | Centraal Stadion, Kiev Toeschouwers: 74.223 Scheidsrechter: Bobby Davidson (SCO) |

|                                                    |                        |       |                     |                                                                              |
| 30 april 1975 «onderlinge duels» 20:15 uur (UTC+1) | Zwitserland            | 1 – 1 | Turkije             | Hardturm, Zürich Toeschouwers: 21.695 Scheidsrechter: Ricardo Lattanzi (ITA) |
| 30 april 1975 «onderlinge duels» 20:15 uur (UTC+1) | İsmail Arca 43' (e.d.) |       | 53' Alpaslan Eratlı | Hardturm, Zürich Toeschouwers: 21.695 Scheidsrechter: Ricardo Lattanzi (ITA) |

|                                                  |                               |       |                 |                                                                                 |
| 10 mei 1975 «onderlinge duels» 15:30 uur (UTC+1) | Ierland                       | 2 – 1 | Zwitserland     | Lansdowne Road, Dublin Toeschouwers: 48.074 Scheidsrechter: Paul Schiller (AUT) |
| 10 mei 1975 «onderlinge duels» 15:30 uur (UTC+1) | Mick Martin 2' Ray Treacy 29' |       | 73' Kudi Müller | Lansdowne Road, Dublin Toeschouwers: 48.074 Scheidsrechter: Paul Schiller (AUT) |

|                                                  |                                     |       |               |                                                                                |
| 18 mei 1975 «onderlinge duels» 19:30 uur (UTC+3) | Sovjet-Unie                         | 2 – 1 | Ierland       | Centraalstadion, Kiev Toeschouwers: 84.480 Scheidsrechter: René Vigliani (FRA) |
| 18 mei 1975 «onderlinge duels» 19:30 uur (UTC+3) | Oleh Blochin 13' Viktor Kolotov 29' |       | 79' Eoin Hand | Centraalstadion, Kiev Toeschouwers: 84.480 Scheidsrechter: René Vigliani (FRA) |

|                                                  |                    |       |         |                                                                         |
| 21 mei 1975 «onderlinge duels» 20:00 uur (UTC+1) | Zwitserland        | 1 – 0 | Ierland | Wankdorf, Bern Toeschouwers: 12.793 Scheidsrechter: César Correia (POR) |
| 21 mei 1975 «onderlinge duels» 20:00 uur (UTC+1) | Rudolf Elsener 76' |       |         | Wankdorf, Bern Toeschouwers: 12.793 Scheidsrechter: César Correia (POR) |

|                                                      |             |                        |             |                                                                               |
| 12 oktober 1975 «onderlinge duels» 15:00 uur (UTC+1) | Zwitserland | 0 – 1                  | Sovjet-Unie | Hardturm, Zürich Toeschouwers: 17.887 Scheidsrechter: Leo van der Kroft (NED) |
| 12 oktober 1975 «onderlinge duels» 15:00 uur (UTC+1) |             | 78' Volodymyr Moentjan |             | Hardturm, Zürich Toeschouwers: 17.887 Scheidsrechter: Leo van der Kroft (NED) |

|                                                    |                                                             |       |         |                                                                                         |
| 29 oktober 1975 «onderlinge duels» 15:30 uur (UTC) | Ierland                                                     | 4 – 0 | Turkije | Dalymount Park, Dublin Toeschouwers: 16.533 Scheidsrechter: Ángel Franco Martínez (ESP) |
| 29 oktober 1975 «onderlinge duels» 15:30 uur (UTC) | Don Givens 25' Don Givens 28' Don Givens 34' Don Givens 88' |       |         | Dalymount Park, Dublin Toeschouwers: 16.533 Scheidsrechter: Ángel Franco Martínez (ESP) |

|                                                       |                                                                                                 |       |                |                                                                               |
| 12 november 1975 «onderlinge duels» 19:00 uur (UTC+3) | Sovjet-Unie                                                                                     | 4 – 1 | Zwitserland    | Centraalstadion, Kiev Toeschouwers: 24.851 Scheidsrechter: Klaus Ohmsen (FRG) |
| 12 november 1975 «onderlinge duels» 19:00 uur (UTC+3) | Anatoliy Konkov 13' Volodymyr Onysjtsjenko 14' Volodymyr Onysjtsjenko 68' Vladimir Veremeev 81' |       | 45' Peter Risi | Centraalstadion, Kiev Toeschouwers: 24.851 Scheidsrechter: Klaus Ohmsen (FRG) |

|                                                       |                          |       |             |                                                                                      |
| 23 november 1975 «onderlinge duels» 14:30 uur (UTC+2) | Turkije                  | 1 – 0 | Sovjet-Unie | İzmir Atatürkstadion, İzmir Toeschouwers: 21.325 Scheidsrechter: Petar Nikolov (BUL) |
| 23 november 1975 «onderlinge duels» 14:30 uur (UTC+2) | Stefan Resjko 17' (e.d.) |       |             | İzmir Atatürkstadion, İzmir Toeschouwers: 21.325 Scheidsrechter: Petar Nikolov (BUL) |

### Groep 7
België begon de kwalificatie-reeks voortvarend met 7 punten uit vier wedstrijden en aangezien de voornaamste concurrent Oost-Duitsland liefst drie punten verspeelde tegen IJsland kon de kwalificatie niet mis gaan. Echter, in Brussel pakte Oost-Duitsland zijn laatste kans en won met 1-2. België mocht nu met 1-0 verliezen van Frankrijk om kwalificatie veilig te stellen, de Belgen hielden de defensie gesloten en met een 0-0 gelijkspel was België definitief zeker van de kwartfinales.
| Pos | Land      | Wed | Win | Gel | Ver | DV | DT | +/− | Pnt |
| --- | --------- | --- | --- | --- | --- | -- | -- | --- | --- |
| 1   | België    | 6   | 3   | 2   | 1   | 6  | 3  | +3  | 8   |
| 2   | DDR       | 6   | 2   | 3   | 1   | 8  | 7  | +1  | 7   |
| 3   | Frankrijk | 6   | 1   | 3   | 2   | 7  | 6  | +1  | 5   |
| 4   | IJsland   | 6   | 1   | 2   | 3   | 3  | 8  | –5  | 4   |

|                                                     |         |                                                         |        |                                                                                       |
| 8 september 1974 «onderlinge duels» 14:00 uur (UTC) | IJsland | 0 – 2                                                   | België | Laugardalsvöllur, Reykjavik Toeschouwers: 7.540 Scheidsrechter: Thomas Reynolds (WAL) |
| 8 september 1974 «onderlinge duels» 14:00 uur (UTC) |         | 38' (pen.) Wilfried Van Moer 78' (pen.) Jacques Teugels |        | Laugardalsvöllur, Reykjavik Toeschouwers: 7.540 Scheidsrechter: Thomas Reynolds (WAL) |

|                                                      |                    |       |                           |                                                                                       |
| 12 oktober 1974 «onderlinge duels» 17:00 uur (UTC+1) | DDR                | 1 – 1 | IJsland                   | Ernst Grubestadion, Maagdenburg Toeschouwers: 8.410 Scheidsrechter: Svein Thime (NOR) |
| 12 oktober 1974 «onderlinge duels» 17:00 uur (UTC+1) | Martin Hoffmann 7' |       | 26' Matthías Hallgrímsson | Ernst Grubestadion, Maagdenburg Toeschouwers: 8.410 Scheidsrechter: Svein Thime (NOR) |

|                                                      |                                               |       |                     |                                                                             |
| 12 oktober 1974 «onderlinge duels» 20:00 uur (UTC+1) | België                                        | 2 – 1 | Frankrijk           | Heizelstadion, Brussel Toeschouwers: 32.108 Scheidsrechter: Ken Burns (ENG) |
| 12 oktober 1974 «onderlinge duels» 20:00 uur (UTC+1) | Maurice Martens 12' François Van der Elst 75' |       | 16' Christian Coste | Heizelstadion, Brussel Toeschouwers: 32.108 Scheidsrechter: Ken Burns (ENG) |

|                                                       |                                        |       |                                                |                                                                                          |
| 16 november 1974 «onderlinge duels» 20:30 uur (UTC+1) | Frankrijk                              | 2 – 2 | DDR                                            | Parc des Princes, Parijs Toeschouwers: 45.831 Scheidsrechter: Pablo Sánchez Ibáñez (ESP) |
| 16 november 1974 «onderlinge duels» 20:30 uur (UTC+1) | Jean-Marc Guillou 79' Jean Gallice 89' |       | 25' Jürgen Sparwasser 57' Hans-Jürgen Kreische | Parc des Princes, Parijs Toeschouwers: 45.831 Scheidsrechter: Pablo Sánchez Ibáñez (ESP) |

|                                                      |     |       |        |                                                                                   |
| 7 december 1974 «onderlinge duels» 17:00 uur (UTC+1) | DDR | 0 – 0 | België | Zentralstadion, Leipzig Toeschouwers: 20.557 Scheidsrechter: Sergio Gonella (ITA) |
| 7 december 1974 «onderlinge duels» 17:00 uur (UTC+1) |     |       |        | Zentralstadion, Leipzig Toeschouwers: 20.557 Scheidsrechter: Sergio Gonella (ITA) |

|                                                |         |       |           |                                                                                      |
| 25 mei 1975 «onderlinge duels» 14:00 uur (UTC) | IJsland | 0 – 0 | Frankrijk | Laugardalsvöllur, Reykjavik Toeschouwers: 7.613 Scheidsrechter: Malcolm Wright (NIR) |
| 25 mei 1975 «onderlinge duels» 14:00 uur (UTC) |         |       |           | Laugardalsvöllur, Reykjavik Toeschouwers: 7.613 Scheidsrechter: Malcolm Wright (NIR) |

|                                                |                                                 |       |                       |                                                                                  |
| 5 juni 1975 «onderlinge duels» 20:00 uur (UTC) | IJsland                                         | 2 – 1 | DDR                   | Laugardalsvöllur, Reykjavik Toeschouwers: 10.373 Scheidsrechter: Ian Foote (SCO) |
| 5 juni 1975 «onderlinge duels» 20:00 uur (UTC) | Jóhannes Eðvaldsson 12' Ásgeir Sigurvinsson 32' |       | 48' Jürgen Pommerenke | Laugardalsvöllur, Reykjavik Toeschouwers: 10.373 Scheidsrechter: Ian Foote (SCO) |

|                                                       |                                                              |       |         |                                                                                      |
| 3 september 1975 «onderlinge duels» 20:30 uur (UTC+1) | Frankrijk                                                    | 3 – 0 | IJsland | Stade Marcel Saupin, Nantes Toeschouwers: 14.217 Scheidsrechter: Albert Victor (LUX) |
| 3 september 1975 «onderlinge duels» 20:30 uur (UTC+1) | Jean-Marc Guillou 20' Jean-Marc Guillou 74' Marc Berdoll 87' |       |         | Stade Marcel Saupin, Nantes Toeschouwers: 14.217 Scheidsrechter: Albert Victor (LUX) |

|                                                       |                   |       |         |                                                                                               |
| 6 september 1975 «onderlinge duels» 20:00 uur (UTC+1) | België            | 1 – 0 | IJsland | Maurice Dufrasnestadion, Luik Toeschouwers: 9.371 Scheidsrechter: Henning Lund Sørensen (DEN) |
| 6 september 1975 «onderlinge duels» 20:00 uur (UTC+1) | Raoul Lambert 43' |       |         | Maurice Dufrasnestadion, Luik Toeschouwers: 9.371 Scheidsrechter: Henning Lund Sørensen (DEN) |

|                                                        |                   |       |                                     |                                                                                         |
| 27 september 1975 «onderlinge duels» 20:00 uur (UTC+1) | België            | 1 – 2 | DDR                                 | Stade Emile Versé, Anderlecht Toeschouwers: 17.281 Scheidsrechter: Nicolae Rainea (ROU) |
| 27 september 1975 «onderlinge duels» 20:00 uur (UTC+1) | Wilfried Puis 60' |       | 50' Peter Ducke 71' Reinhard Häfner | Stade Emile Versé, Anderlecht Toeschouwers: 17.281 Scheidsrechter: Nicolae Rainea (ROU) |

|                                                      |                                        |       |                        |                                                                                     |
| 12 oktober 1975 «onderlinge duels» 14:30 uur (UTC+1) | DDR                                    | 2 – 1 | Frankrijk              | Zentralstadion, Leipzig Toeschouwers: 28.544 Scheidsrechter: Erik Fredriksson (SWE) |
| 12 oktober 1975 «onderlinge duels» 14:30 uur (UTC+1) | Joachim Streich 56' Eberhard Vogel 78' |       | 50' Dominique Bathenay | Zentralstadion, Leipzig Toeschouwers: 28.544 Scheidsrechter: Erik Fredriksson (SWE) |

|                                                       |           |       |        |                                                                                    |
| 15 november 1975 «onderlinge duels» 20:30 uur (UTC+1) | Frankrijk | 0 – 0 | België | Parc des Princes, Parijs Toeschouwers: 35.547 Scheidsrechter: Bobby Davidson (SCO) |
| 15 november 1975 «onderlinge duels» 20:30 uur (UTC+1) |           |       |        | Parc des Princes, Parijs Toeschouwers: 35.547 Scheidsrechter: Bobby Davidson (SCO) |

### Groep 8
Uiteraard was de regerend wereld- en Europees kampioen West-Duitsland de torenhoge favoriet zich te kwalificeren voor de kwartfinales. Gerd Müller was inmiddels gestopt met interlandvoetbal, maar de ploeg rond Franz Beckenbauer behoorde nog steeds tot de grote favorieten. De Duitsers speelden echter twee keer gelijk tegen Griekenland, maar omdat Griekenland wel met 2-0 verloor van Malta plaatste men zich toch eenvoudig voor de kwartfinales.
| Pos | Land           | Wed | Win | Gel | Ver | DV | DT | +/− | Pnt |
| --- | -------------- | --- | --- | --- | --- | -- | -- | --- | --- |
| 1   | West-Duitsland | 6   | 3   | 3   | 0   | 14 | 4  | +10 | 9   |
| 2   | Griekenland    | 6   | 2   | 3   | 1   | 12 | 9  | +3  | 7   |
| 3   | Bulgarije      | 6   | 2   | 2   | 2   | 12 | 7  | +5  | 6   |
| 4   | Malta          | 6   | 1   | 0   | 5   | 2  | 20 | –18 | 2   |

|                                    |                                                   |       |                                                               | |
| 13 oktober 1974 «onderlinge duels» | Bulgarije                                         | 3 – 3 | Griekenland                                                   | Vasil Levski Nationaal Stadion, Sofia Toeschouwers: 14.291 Scheidsrechter: Alberto Michelotti (ITA) |
| 13 oktober 1974 «onderlinge duels» | Hristo Bonev 1' Georgi Denev 28' Georgi Denev 30' |       | 29' Antonis Antoniadis 86' Mimis Papaioannou 88' Lakis Glezos | Vasil Levski Nationaal Stadion, Sofia Toeschouwers: 14.291 Scheidsrechter: Alberto Michelotti (ITA) |

|                                                       |                                              |       |                                       |                                                                                                |
| 20 november 1974 «onderlinge duels» 16:00 uur (UTC+2) | Griekenland                                  | 2 – 2 | West-Duitsland                        | Georgios Karaiskákisstadion, Piraeus Toeschouwers: 11.425 Scheidsrechter: Nicolae Rainea (ROU) |
| 20 november 1974 «onderlinge duels» 16:00 uur (UTC+2) | Giorgos Delikaris 6' Kostas Eleftherakis 70' |       | 51' Bernd Cullmann 82' Herbert Wimmer | Georgios Karaiskákisstadion, Piraeus Toeschouwers: 11.425 Scheidsrechter: Nicolae Rainea (ROU) |

|                                                       |                                           |       |                  |                                                                                               |
| 18 december 1975 «onderlinge duels» 16:00 uur (UTC+2) | Griekenland                               | 2 – 1 | Bulgarije        | Georgios Karaiskákisstadion, Piraeus Toeschouwers: 22.328 Scheidsrechter: Paul Schiller (AUT) |
| 18 december 1975 «onderlinge duels» 16:00 uur (UTC+2) | Stavros Sarafis 4' Antonis Antoniadis 40' |       | 88' Bozhil Kolev | Georgios Karaiskákisstadion, Piraeus Toeschouwers: 22.328 Scheidsrechter: Paul Schiller (AUT) |

|                                                       |       |                    |                |                                                                                  |
| 22 december 1974 «onderlinge duels» 14:30 uur (UTC+1) | Malta | 0 – 1              | West-Duitsland | Empire Stadion, Gżira Toeschouwers: 12.535 Scheidsrechter: Gyula Emsberger (HUN) |
| 22 december 1974 «onderlinge duels» 14:30 uur (UTC+1) |       | 44' Bernd Cullmann |                | Empire Stadion, Gżira Toeschouwers: 12.535 Scheidsrechter: Gyula Emsberger (HUN) |

|                                                       |                                        |       |             |                                                                                |
| 23 februari 1975 «onderlinge duels» 15:30 uur (UTC+1) | Malta                                  | 2 – 0 | Griekenland | Empire Stadion, Gżira Toeschouwers: 8.621 Scheidsrechter: Bob Matthewson (ENG) |
| 23 februari 1975 «onderlinge duels» 15:30 uur (UTC+1) | Richard Aquilina 33' Vincent Magro 79' |       |             | Empire Stadion, Gżira Toeschouwers: 8.621 Scheidsrechter: Bob Matthewson (ENG) |

|                                                  |                                                                                            |       |       |                                                                                     |
| 4 juni 1975 «onderlinge duels» 20:00 uur (UTC+3) | Griekenland                                                                                | 4 – 0 | Malta | Toumbastadion, Thessaloniki Toeschouwers: 16.545 Scheidsrechter: Marijan Rauš (YUG) |
| 4 juni 1975 «onderlinge duels» 20:00 uur (UTC+3) | Thomas Mavros 32' Antonis Antoniadis 34' (pen.) Kostas Iosifidis 47' Mimis Papaioannou 50' |       |       | Toumbastadion, Thessaloniki Toeschouwers: 16.545 Scheidsrechter: Marijan Rauš (YUG) |

|                                                   |                                                                                          |       |       |                                                                                               |
| 11 juni 1975 «onderlinge duels» 17:30 uur (UTC+2) | Bulgarije                                                                                | 5 – 0 | Malta | Vasil Levski Nationaal Stadion, Sofia Toeschouwers: 27.560 Scheidsrechter: Michal Jursa (TCH) |
| 11 juni 1975 «onderlinge duels» 17:30 uur (UTC+2) | Borislav Dimitrov 2' Georgi Denev 22' Pavel Panov 25' Hristo Bonev 68' Kiril Milanov 72' |       |       | Vasil Levski Nationaal Stadion, Sofia Toeschouwers: 27.560 Scheidsrechter: Michal Jursa (TCH) |

|                                                      |                   |       |                       |                                                                                  |
| 11 oktober 1975 «onderlinge duels» 15:30 uur (UTC+1) | West-Duitsland    | 1 – 1 | Griekenland           | Rheinstadion, Düsseldorf Toeschouwers: 61.252 Scheidsrechter: Clive Thomas (WAL) |
| 11 oktober 1975 «onderlinge duels» 15:30 uur (UTC+1) | Jupp Heynckes 68' |       | 78' Giorgos Delikaris | Rheinstadion, Düsseldorf Toeschouwers: 61.252 Scheidsrechter: Clive Thomas (WAL) |

|                                                       |                   |       |           |                                                                                   |
| 19 november 1975 «onderlinge duels» 15:00 uur (UTC+1) | West-Duitsland    | 1 – 1 | Bulgarije | MHPArena, Stuttgart Toeschouwers: 68.819 Scheidsrechter: Alistair MacKenzie (SCO) |
| 19 november 1975 «onderlinge duels» 15:00 uur (UTC+1) | Jupp Heynckes 65' |       |           | MHPArena, Stuttgart Toeschouwers: 68.819 Scheidsrechter: Alistair MacKenzie (SCO) |

|                                                       |       |                                     |           |                                                                                |
| 21 december 1975 «onderlinge duels» 14:30 uur (UTC+1) | Malta | 0 – 2                               | Bulgarije | Empire Stadion, Gżira Toeschouwers: 7.174 Scheidsrechter: Norbert Rolles (LUX) |
| 21 december 1975 «onderlinge duels» 14:30 uur (UTC+1) |       | 69' Pavel Panov 83' Yordan Yordanov |           | Empire Stadion, Gżira Toeschouwers: 7.174 Scheidsrechter: Norbert Rolles (LUX) |

|                                                       | |       |       |                                                                                     |
| 28 februari 1976 «onderlinge duels» 15:30 uur (UTC+1) | West-Duitsland | 8 – 0 | Malta | Westfalenstadion, Dortmund Toeschouwers: 53.738 Scheidsrechter: Marian Kustoń (POL) |
| 28 februari 1976 «onderlinge duels» 15:30 uur (UTC+1) | Ronnie Worm 5' Ronnie Worm 27' Jupp Heynckes 34' Erich Beer 41' (pen.) Jupp Heynckes 58' Erich Beer 77' Berti Vogts 82' Bernd Hölzenbein 87' |       |       | Westfalenstadion, Dortmund Toeschouwers: 53.738 Scheidsrechter: Marian Kustoń (POL) |

## Kwartfinale
In vergelijking met het vorige EK plaatste alleen West Duitsland zich voor het eindtoernooi, de Sovjet-Unie en België werden respectievelijk uitgeschakeld door Tsjechoslowakije en Nederland, Joegoslavië nam de plaats in van Hongarije.
De winnaar plaatst zich voor de eindronde. Er waren niet veel verrassingen in de kwartfinales, Spanje begon weer uit het diepe dal te klimmen, maar de Wereld- en Europees kampioen West Duitsland was duidelijk nog een maatje te groot: 1-1 in Madrid, 2-0 in München. Joegoslavië was duidelijk beter dan Wales in de thuiswedstrijd (2-0), maar wankelde nadrukkelijk in de uitwedstrijd, het speelde gelijk door een dubieuze strafschop en een gemiste van Wales-zelf. Het publiek in Wales was bijzonder fanatiek en men moest scheidsrechter Rudi Glöckner uit Oost-Duitsland in bescherming nemen. 
De "derby der lage landen" tussen Nederlands voetbalelftal en België was een ongelijke strijd, voor de kwalificatie van 1974 speelden beide ploegen twee keer gelijk, maar nu was het krachtsverschil te groot. In de "Kuip" van Rotterdam vermorzelde Oranje de Rode Duivels met 5-0, Rob Rensenbrink was een speler van de Belgische topclub RSC Anderlecht, maar had geen medelijden voor zijn teamgenoten, hij scoorde drie maal. In de uitwedstrijd nam België een voorsprong, maar Johnny Rep en een wonderschone lob van Cruijff trokken alles recht.
De Sovjet-Unie had zich altijd geplaatst voor de eindronde van het EK en had een mooie generatie Oekraïense spelers, die met Dinamo Kiev de Europa Cup der Bekerwinnaars en de Supercup won (de laatste prijs ten koste van het grote Bayern München), Oleh Blochin werd gekozen tot beste speler van Europa boven Cruijff en Beckenbauer. Daarom verwachtte men geen problemen tegen Tsjecho-Slowakije, een land dat al sinds 1962 geen aansprekend succes had. Ook Tsjecho-Slowakije had een talentrijke generatie met middenvelder Antonin Panenka als blikvanger. Bovendien waren de wedstrijden politiek beladen, heel het land wilde wraak voor het neerslaan van de Praagse Lente van 1968, toen Rusland met tanks hervormingen tegenhield. In de eerste wedstrijd in Bratislava werden de Russen overrompeld, 2-0 onder andere door een vrije trap van Panenka. Voor 100.000 toeschouwers in Kiev hield Tsjecho-Slowakije de voorsprong vast, ondanks het feit dat de ploeg lange tijd met tien man speelde. Het nam zelfs twee keer een voorsprong, maar de uiteindelijke 2-2 was desondanks een uitstekend resultaat. In een sterk deelnemersveld met Nederland, West-Duitsland en het organiserende Joegoslavië werden de Tsjechen gezien als een outsider.
|                                                    |                                        |       |       |                                                                                  |
| 24 april 1976 «onderlinge duels» 17:30 uur (UTC+1) | Joegoslavië                            | 2 – 0 | Wales | Maksimirstadion, Zagreb Toeschouwers: 36.917 Scheidsrechter: Paul Schiller (AUT) |
| 24 april 1976 «onderlinge duels» 17:30 uur (UTC+1) | Momčilo Vukotić 1' Danilo Popivoda 58' |       |       | Maksimirstadion, Zagreb Toeschouwers: 36.917 Scheidsrechter: Paul Schiller (AUT) |

|                                                  |               |       |                             |                                                                               |
| 22 mei 1976 «onderlinge duels» 15:00 uur (UTC+1) | Wales         | 1 – 1 | Joegoslavië                 | Ninian Park, Cardiff Toeschouwers: 30.346 Scheidsrechter: Rudi Glöckner (DDR) |
| 22 mei 1976 «onderlinge duels» 15:00 uur (UTC+1) | Ian Evans 38' |       | 19' (pen.) Josip Katalinski | Ninian Park, Cardiff Toeschouwers: 30.346 Scheidsrechter: Rudi Glöckner (DDR) |

Joegoslavië won met 3–1 over twee wedstrijden en kwalificeert zich voor het hoofdtoernooi.
|                                                    |                                     |       |             |                                                                              |
| 24 april 1976 «onderlinge duels» 17:30 uur (UTC+1) | Tsjecho-Slowakije                   | 2 – 0 | Sovjet-Unie | Tehelné pole, Bratislava Toeschouwers: 52.231 Scheidsrechter: Hilmi Ok (TUR) |
| 24 april 1976 «onderlinge duels» 17:30 uur (UTC+1) | Jozef Móder 34' Antonín Panenka 47' |       |             | Tehelné pole, Bratislava Toeschouwers: 52.231 Scheidsrechter: Hilmi Ok (TUR) |

|                                                  |                                     |       |                                 |                                                                                      |
| 22 mei 1976 «onderlinge duels» 19:00 uur (UTC+3) | Sovjet-Unie                         | 2 – 2 | Tsjecho-Slowakije               | Centraal Stadion, Kiev Toeschouwers: 76.495 Scheidsrechter: Alistair MacKenzie (SCO) |
| 22 mei 1976 «onderlinge duels» 19:00 uur (UTC+3) | Leonid Boerjak 53' Oleh Blochin 87' |       | 45' Jozef Móder 83' Jozef Móder | Centraal Stadion, Kiev Toeschouwers: 76.495 Scheidsrechter: Alistair MacKenzie (SCO) |

Tsjechoslowakije won 4–2 over twee wedstrijden en kwalificeert zich voor het hoofdtoernooi.
|                                                    |                |       |                |                                                                                         |
| 24 april 1976 «onderlinge duels» 21:00 uur (UTC+2) | Spanje         | 1 – 1 | West-Duitsland | Estadio Vicente Calderón, Madrid Toeschouwers: 51.771 Scheidsrechter: Jack Taylor (ENG) |
| 24 april 1976 «onderlinge duels» 21:00 uur (UTC+2) | Santillana 21' |       | 60' Erich Beer | Estadio Vicente Calderón, Madrid Toeschouwers: 51.771 Scheidsrechter: Jack Taylor (ENG) |

|                                                  |                                     |       |        |                                                                                 |
| 22 mei 1976 «onderlinge duels» 16:00 uur (UTC+1) | West-Duitsland                      | 2 – 0 | Spanje | Olympiastadion, München Toeschouwers: 77.637 Scheidsrechter: Robert Wurtz (FRA) |
| 22 mei 1976 «onderlinge duels» 16:00 uur (UTC+1) | Uli Hoeneß 17' Klaus Toppmöller 43' |       |        | Olympiastadion, München Toeschouwers: 77.637 Scheidsrechter: Robert Wurtz (FRA) |

West-Duitsland won met 3–1 over twee wedstrijden en kwalificeert zich voor het hoofdtoernooi.
|                                                    | |       |        |                                                                           |
| 25 april 1976 «onderlinge duels» 14:30 uur (UTC+1) | Nederland                                                                                                | 5 – 0 | België | De Kuip, Rotterdam Toeschouwers: 48.706 Scheidsrechter: Jean Dubach (SUI) |
| 25 april 1976 «onderlinge duels» 14:30 uur (UTC+1) | Wim Rijsbergen 17' Rob Rensenbrink 28' Rob Rensenbrink 58' Rob Rensenbrink 86' Johan Neeskens 80' (pen.) |       |        | De Kuip, Rotterdam Toeschouwers: 48.706 Scheidsrechter: Jean Dubach (SUI) |

|                                                  |                    |       |                                  |                                                                                      |
| 22 mei 1976 «onderlinge duels» 20:00 uur (UTC+1) | België             | 1 – 2 | Nederland                        | Heizelstadion, Brussel Toeschouwers: 19.050 Scheidsrechter: Alberto Michelotti (ITA) |
| 22 mei 1976 «onderlinge duels» 20:00 uur (UTC+1) | Roger Van Gool 28' |       | 64' Johnny Rep 79' Johan Cruijff | Heizelstadion, Brussel Toeschouwers: 19.050 Scheidsrechter: Alberto Michelotti (ITA) |

Nederland wint met 7–1 over twee wedstrijden en kwalificeert zich voor het hoofdtoernooi.